# Карафиндл
Карафиндл је део угоститељске опреме. Састоји се од металног држача у који су стављене две флашице — једна са сирћетом, друга са јестивим уљем. Обавезно се налази на столовима у ресторанима — кафанама где се сервира храна. 
Понекад се у склопу комплета (на држачу) налазе и со и бибер, а понекад има и место за чачкалице.